# Wildalmrotkopf
Der Wildalmrotkopf oder Wildalmrotenkopf ist ein 2517 m ü. A. hoher Berg im Steinernen Meer im Land Salzburg, unweit der Grenze zu Bayern.
Er liegt östlich des Grießkogels sowie südlich des Funtenseetauern und der Steinigen Grube.
Die Große Reibn führt am Wildalmrotkopf vorbei (über Lange Gasse und Niederbrunnsulzen), ebenso die südliche Variante des Übergangs von der Wasseralm zum Kärlingerhaus am Funtensee. Der Gipfel kann nur weglos erreicht werden, es gibt keine markierten Steige.